# Wassergewehr

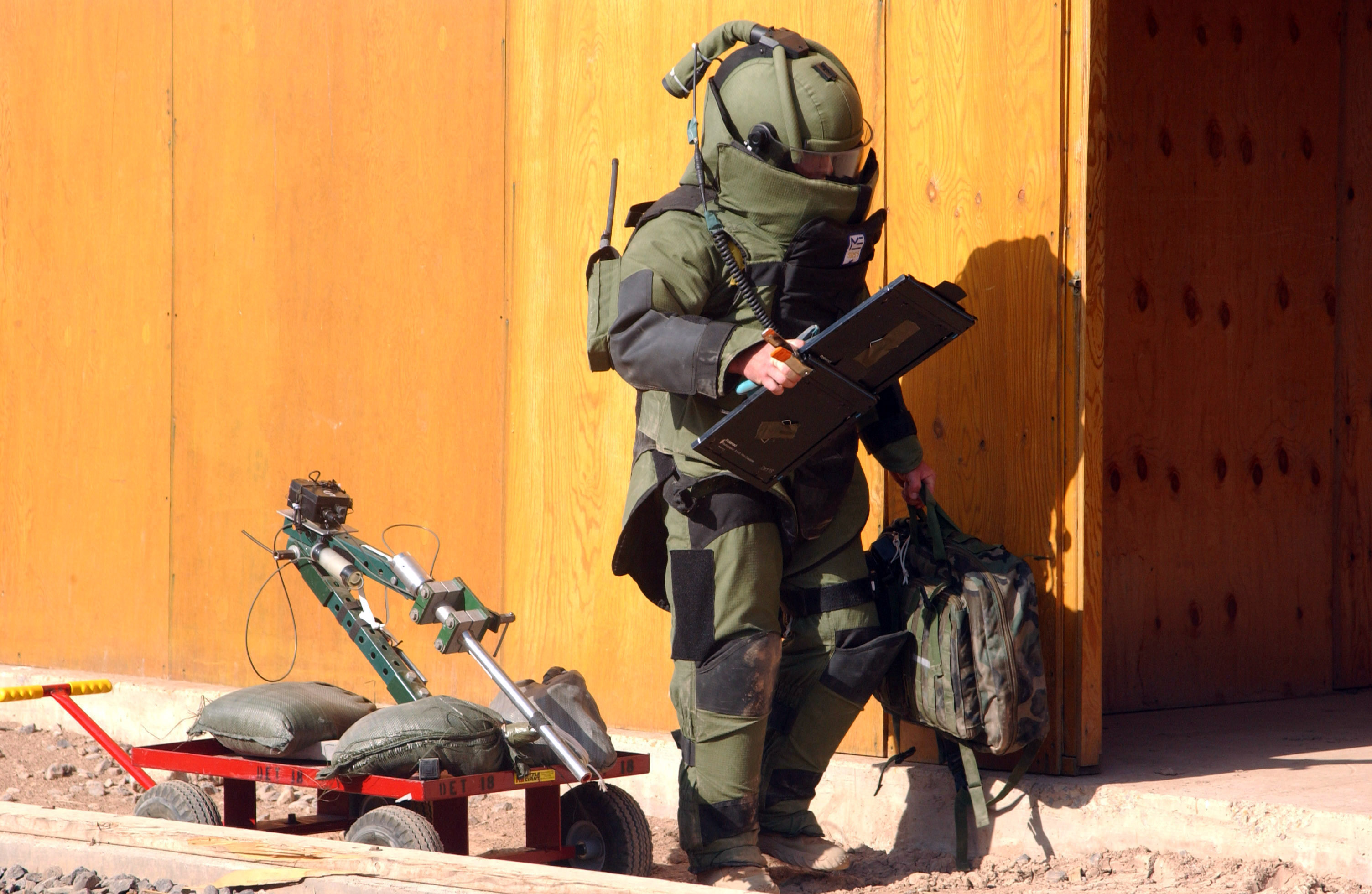
Disruptor (links) mit Bombenentschärfer der US Navy

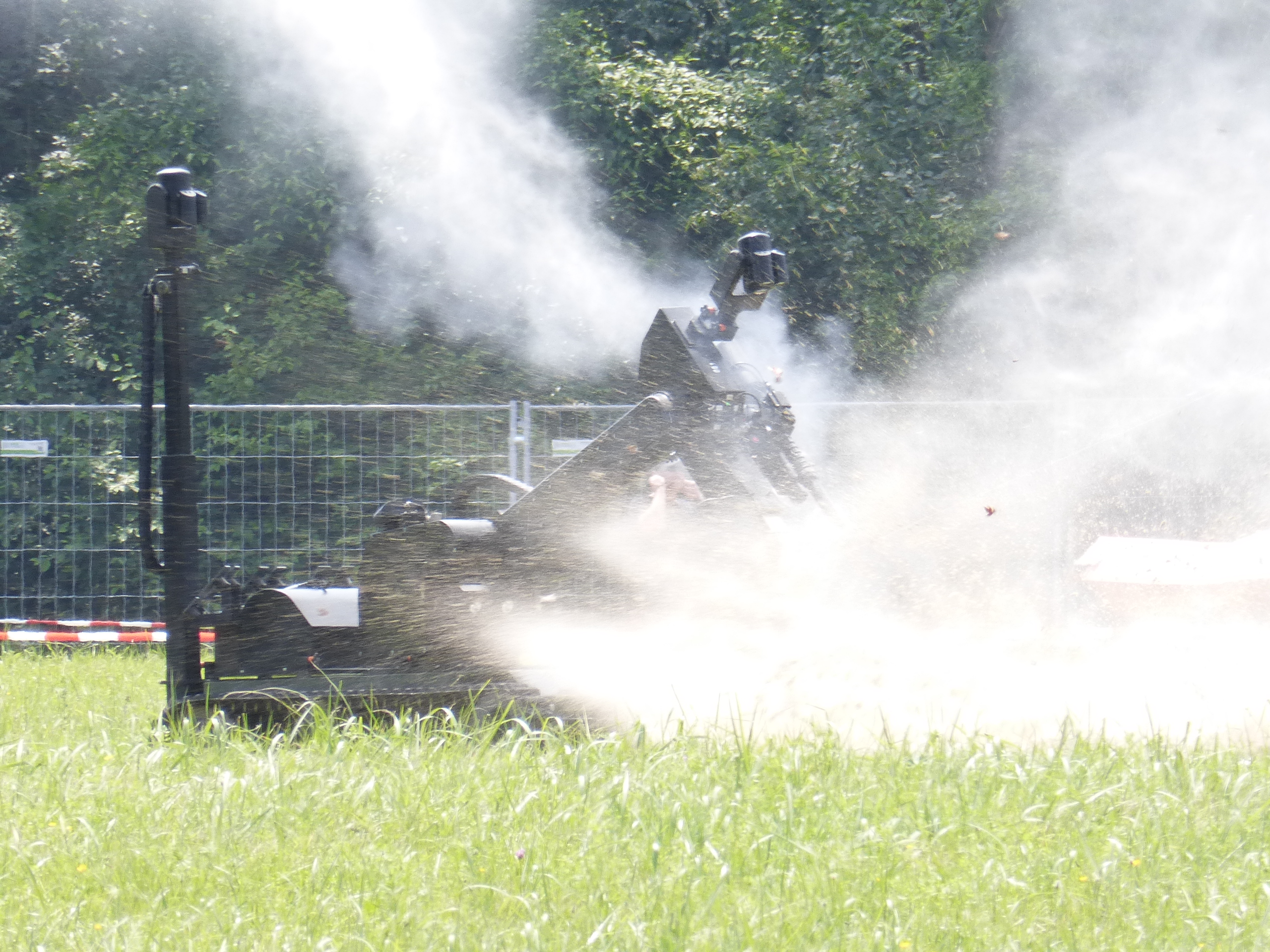
Minenentschärfroboter tEODor der Bundeswehr beim Zerstören einer simulierten Sprengfalle mittels Wassergewehr

Als Wassergewehr (auch: Wasserkanone, engl. Disruptor) bezeichnet man ein Schussgerät, das Wasser mittels einer Treibladung unter hohem Druck auf ein Ziel schießt. Es wird auf kurze Entfernung gegen Unkonventionelle Spreng- und Brandvorrichtungen („Kofferbomben“) und in dem Zusammenhang gegen verdächtige Gegenstände eingesetzt, indem es deren Hülle und die darin verborgene Sprengvorrichtung zerstört. Es handelt sich dabei nicht um ein Gewehr im eigentlichen Sinne, da es nicht als Handfeuerwaffe abgefeuert wird, sondern als Werkzeug fest an ein Gestell/Stativ oder an einen Entschärfungsmanipulator montiert ist. 
Das Gerät besteht typischerweise aus zwei Wassertanks mit einer dazwischen liegenden Treibladung. Oft ist dies eine Kartusche, wie sie auch in schweren Maschinengewehren verwendet wird. Der dem Ziel zugewandte Wassertank mündet in einen Lauf, während der hintere Tank mit der gleichen Menge Wasser, üblich sind weniger als 500 ml, gefüllt ist. Der Ausstoß aus dem hinteren Tank, auch als Kompensator bezeichnet, macht das Gerät beim Abschuss rückstoßfrei.

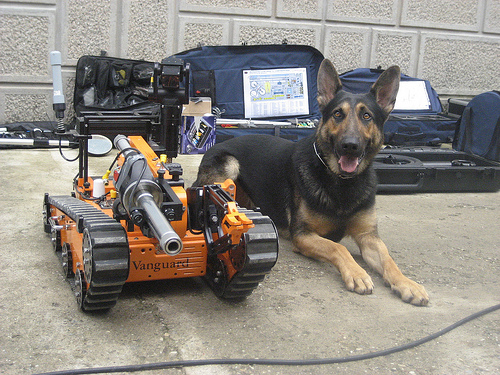
Wassergewehr auf einem Entschärfungsmanipulator, daneben ein Sprengstoffspürhund

Das Gerät wird je nach Einsatzlage von einem menschlichen Bombenentschärfer oder von einem Roboter an den Zielgegenstand gebracht, wobei der Lauf bis auf wenige Zentimeter herangeführt wird. Durch die ferngesteuerte Zündung der Treibladung trifft das Wasser mit hohem Druck, genannt werden beispielsweise 1500 Bar, auf das Ziel und sprengt dabei selbst feste Hüllen auf. Angestrebt ist die sofortige Zerstörung aller mechanischen und elektrischen Bauteile des Sprengkörpers sowie die Auflösung der Sprengladung in kleine Teile.
Wassergewehre werden von zivilen Sicherheitsbehörden und von militärischen Einheiten zur Bombenentschärfung eingesetzt. 